# Везикулопустулёз новорождённых
Везикулопустулёз — одна из наиболее частых форм локальной инфекции кожи. В основу заболевания входит воспаление эккриных потовых желёз.

## Возбудители
Возбудителями везикулопустулёза в основном выступают грамположительные микробы (стафилококки, стрептококки), реже грамотрицательные (клебсиелла, кишечная палочка). В последние годы начали отмечаться грибковые возбудители, в частности Candida albicans.

## Классификация
В некоторых случаях инфицирование ребёнка могло произойти ещё в родах или во время его внутриутробной жизни. В этом случае можно говорить о врождённом везикулопустулёзе. Связано это скорее всего с наличием у будущей матери нелеченного очага инфекции, или перенесённым ею стафилококковым заболеванием. На весь процесс образования, эволюции и отпадения морфологического элемента кожи (при соответствующем лечении) в среднем отводится 2—3 дня с момента рождения. В случае, если гнойные высыпания появляются на коже здорового ребёнка через 5—7 дней жизни, то это может случить сигналом для послеродового заражения. Такое состояние называется приобретённым везикулопустулёзом.

## Клиника
На коже ребенка, главным образом в крупных складках кожи, на волосистой части головы, на поверхности бёдер, появляются первичные морфологические элементы — пузырьки размером с просяное зёрнышко, заполненные прозрачным содержимым. В дальнейшем пузырьки эволюционируют в пустулу (гнойничок). Через 2—3 дня пустула подсыхает, образуя корочки. Возможно также её спонтанное вскрытие, дренирование, эволюция в эрозию, также в дальнейшем покрывающуюся корочкой. В любом случае, при адекватном лечении заболевания после отпадения корочек на коже не остается ни рубцов, ни депигментаций. Течение заболевания доброкачественное.